# 5661 Hildebrand
5661 Hildebrand este o planetă minoră (asteroid), cu un diametru de 34,37 km, din centura de asteroizi. A fost descoperită pe 14 august 1977 la Observatorul Astrofizic din Crimeea⁠(d) de Nikolai Cernîh și a fost numită după Alan R. Hildebrand⁠(d). 
Obiectul prezintă o orbită caracterizată de o semiaxă mare de 3,9667018 UAi, o excentricitate de 0,23, o înclinație de 13,3118 ° în raport cu ecliptica.